# Dálnice A10 (Německo)
Dálnice A10, německy Bundesautobahn 10 (zkratka BAB 10), zkráceně Autobahn 10 (zkratka A10), je identická s vnějším dálničním Berlínským okruhem (Berliner Ring, jak je také nejčastěji zvána); neměla by být zaměněna s tzv. Berlínským městským okruhem (Stadtring) A100, což je torzo původně plánovaného vnitřního okruhu města, které až do roku 1990 neslo označení A10.
Okruh A10 o délce 196 km vede kolem celého města a nachází se z převážné části mimo jeho území ve spolkové zemi Brandenburg. Z okruhu vedou čtyři dálnice (A111, A113, A114, A115) do centra Berlína, další pak spojují Berlín s německými městy.
S celkovou délkou 196 km je A10 nejdelším dálničním okruhem v Evropě. Je o 8 kilometrů delší než londýnský dálniční okruh.

## Trasa

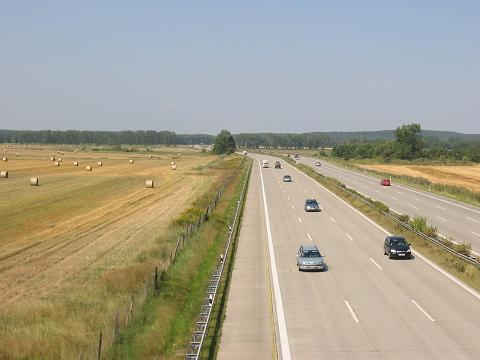
Berlínský Okruh mezi Ludwigsfelde a křižovatkou Nuthetal

Dálniční značky začínají na křižovatce u města Schwanebeck (bývalá odbočka na Prenzlau) a označení pokračuje po směru hodinových ručiček. Je to v místě, kde dálnice A11 začíná svou trasu směrem k hraničnímu přechodu s Polskem Nadrensee/Kołbaskowo. Poté pokračuje jako polská dálnice A6 do Štětína. Od místa křížení s A11 vede okruh směrem na jih, kde se na křižovatce Spreeau kříží s dálnicí A12 vedoucí do Frankfurtu nad Odrou. V Polsku poté dálnice pokračuje jako A2. Na křižovatce Schönefeld se A10 kříží s dálnicí A13 vedoucí do Drážďan a s dálnicí A113, jenž vede k městskému okruhu (Berliner Stadtring) a dále do centra Berlína. Trasou prochází dálnice kolem letiště Berlín Braniborsko.
Berlínský okruh posléze pokračuje na západ k Nuthetalu. Zde dálnice A115 (včetně bývalé zkušební dráhy AVUS) spojuje dálniční okruh s okruhem městským. Dále se z okruhu odpojuje dálnice A9 (na křižovatce Postupim) vedoucí do Mnichova a dálnice A2, jenž směřuje do spolkové země Porúří. Odtud okruh směřuje severním směrem až ke křižovatce s dálnicí A24 vedoucí do Hamburku. Nakonec se A10 stáčí na východ ke křižovatkám s dálnicemi A111 a A114. Obě dálnice vedou do městského okruhu. Na 196. kilometru se okruh opět dostává ke Schwanebecku.

## Historie
První úseky A10 byly otevřeny v roce 1936. Jednalo se o části u Werderu, Schwanebecku a Spreeau. Až do začátku druhé světové války v roce 1939 patřily tyto úseky do plánu říšských dálnic. Stavební práce nepokračovaly až do roku 1972, kdy východoněmecké úřady povolily výstavbu okruhu. Východoněmecká část byla hotova do roku 1979. Poté byl dokončen obchvat kolem západního Berlína, který spojoval Východní Berlín s Postupimí a dálnice vedoucí do Magdeburku a Lipska.